# Henry Wharton
Henry Wharton (9 de noviembre de 1664 - 5 de marzo de 1695) fue un escritor y bibliotecario inglés.

## Vida
Era descendiente de Thomas, II barón de Wharton (1520-1572), siendo un hijo de Edmund Wharton, vicario de Worstead, Norfolk.
Nacido en Worstead, Wharton fue educado por su padre, y luego en el Gonville y Caius College de Cambridge. Tanto su industria y su talento eran excepcionales, y su carrera universitaria fue brillante. En 1686 entró al servicio del historiador eclesiástico, el reverendo William Cave (1637-1713), a quien ayudó en su obra literaria, pero debido a que su ayuda no era apreciada lo suficiente pronto abandonó este empleo.
En 1687, fue ordenado diácono, y en 1688, conoció al arzobispo de Canterbury, William Sancroft, bajo cuyo generoso patrocinio realizó parte de su obra literaria. El arzobispo, que tenía una opinión muy alta del carácter de Wharton y talentos, le nombró uno de sus capellanes, y lo presentó a la vida de Sundridge de Kent, y después a la de Chartham en el mismo condado.
En 1689, tomó el juramento de lealtad a Guillermo y María, pero escribió una severa crítica del obispo Burnet Historia de la Reforma, y en parte debido a la hostilidad del obispo que no obtuvo mayor preferencia en la iglesia Inglesa.
Murió el 5 de marzo de 1695, y fue enterrado en la Abadía de Westminster.

## Publicaciones
Su obra más importante es la Anglia sacra, una colección de las vidas de los arzobispos y obispos ingleses, publicada en dos volúmenes en 1691.